# Berberis libanotica
Berberis libanotica là một loài thực vật có hoa trong họ Hoàng mộc. Loài này được Ehrenb. ex C.K.Schneid. mô tả khoa học đầu tiên năm 1905.